# Realränta
Realränta, real avkastning, är den ränta som erhålls om inflationen räknas bort från den nominella räntan. Nominell ränta är det okorrigerade räntebeloppet. Den nominella räntan används ofta i avtal och som utgångspunkt för beräkningar, men ger i sig själv sällan en bra bild av kostnader eller avkastning.

## Översikt
Faktisk realränta, realränta ex post, är den extra köpkraft en långivare erhåller utöver det utlånade beloppets köpkraft. Den faktiska realränta beräknas som nominell ränta minus faktisk inflation.
Förväntad realränta, realränta ex ante, är den extra köpkraft en långivare förväntar sig erhålla utöver det utlånade beloppets köpkraft när lånet ingås. Den förväntade realräntan beräknas som nominell ränta minus förväntad inflation.

### Beräkningar
- {\displaystyle r_{n}} = Nominell ränta
- {\displaystyle r_{r}} = Realränta
- {\displaystyle q} = Inflation

{\displaystyle r_{r}={{1+r_{n}} \over {1+q}}-1={{r_{n}-q} \over {1+q}}\ \approx \ r_{n}-q}
Approximationen är bra vid låga värden för inflation, åtminstone upp till 8-10%.

## Avdragsrätt för ränta
Eftersom man i Sverige får dra av delar av sin räntekostnad kan man, för en investering tex ett husköp, räkna fram en ränta som tar hänsyn till detta. Under vissa perioder med hög inflation har då den faktiska realräntan kunnat bli negativ. Enkelt uttryckt kan den nominella räntan minskas med 30% eftersom kapitalvinstskatten för närvarande (2009) är 30%.